# Chruszczobród (gromada)
Chruszczobród – dawna gromada, czyli najmniejsza jednostka podziału terytorialnego Polskiej Rzeczypospolitej Ludowej w latach 1954–1972.
Gromady, z gromadzkimi radami narodowymi (GRN) jako organami władzy najniższego stopnia na wsi, funkcjonowały od reformy reorganizującej administrację wiejską przeprowadzonej jesienią 1954 do momentu ich zniesienia z dniem 1 stycznia 1973, tym samym wypierając organizację gminną w latach 1954–1972.
Gromadę Chruszczobród z siedzibą GRN w Chruszczobrodzie utworzono – jako jedną z 8759 gromad na obszarze Polski – w powiecie zawierciańskim w woj. stalinogrodzkim, na mocy uchwały nr 24/54 WRN w Stalinogrodzie z dnia 5 października 1954. W skład jednostki weszły obszary dotychczasowych gromad Bugaj, Chruszczobród, Chruszczobród-Piaski i Trzebyczka ze zniesionej gminy Łazy w tymże powiecie; a także oddziały leśne nr nr 65–68 z Nadleśnictwa Łysa Góra i oddziały leśne nr nr 1–29 z Nadleśnictwa Gołonóg. Dla gromady ustalono 21 członków gromadzkiej rady narodowej.
20 grudnia 1956 województwo stalinogrodzkie przemianowano (z powrotem) na katowickie.
31 grudnia 1961 do gromady Chruszczobród włączono wieś Gołuchowice ze zniesionej gromady Sulików w tymże powiecie.
1 stycznia 1967 z gromady Chruszczobród wyłączono wieś i kolonię Bugaj oraz część terenów wsi Trzebyczka o powierzchni 227,45 ha (stanowiących lasy państwowe i łąki), włączając je do gromady Tucznawa w powiecie będzińskim w tymże województwie.
Gromada przetrwała do końca 1972 roku, czyli do kolejnej reformy gminnej.